# Ранкіль
Ранкіль (ісп. Ránquil) - комуна в Чилі. Адміністративний центр комуни - селище Ньїпас. Населення - 1337 осіб (2002). Селище і комуна входить до складу провінції Ітата і регіону Ньюбле.
Територія комуни – 248,3 км². Чисельність населення – 5213 мешканців (2007). Щільність населення - 20,99 чол./км².

## Розташування
Селище Ньїпас розташоване за 40 км на захід від адміністративного центру провінції — міста Чильян.
Комуна межує:
- на північному сході - з комуною Портесуело
- на сході - з комуною Чильян
- на південному сході - з комуною Кільйон
- на південному заході - з комуною Флорида
- на заході - з комуною Томе